# 戰勝日本獎章

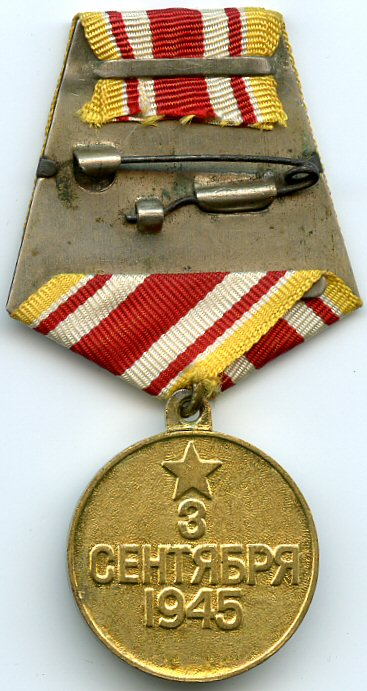
戰勝日本獎章的背面

戰勝日本獎章（俄语：Медаль «За победу над Японией»）是蘇聯在第二次世界大战及苏日战争結束后不久的1945年9月30日，由蘇聯最高蘇維埃主席團頒令設立的一種軍事獎章，以慶祝其在二战中對日作戰的勝利。总共约180万人曾被授予战胜日本奖章。

## 頒授情況
戰勝日本獎章授予給所有直接參與反對大日本帝國的戰鬥或參加保障這些戰鬥的軍事人員和非軍事人員，包括服役於遠東第二方面軍、外貝加爾方面軍、太平洋艦隊及阿穆尔河舰队的紅軍、紅海軍及內務人民委員部部隊的人員，以及服勤於国防人民委员部、海军人民委员部和內務人民委員部的遠東方向戰役策劃人員。
此獎章是以蘇聯最高蘇維埃主席團的名義頒授。现役人员的奖章由其所在部队指挥官颁授，退役人员从社区所在的区域、城市或地区军事委员处获得其奖章。由东北抗联战士编成的苏联远东方面军步兵第88旅全体指战员也被苏联政府授予“战胜日本奖章”。
战胜奖章佩戴在左胸，当存在其他苏联勋章奖章时，应佩戴在1941-1945年伟大卫国战争四十周年纪念奖章之后，攻克布达佩斯奖章之前。如果佩戴了其它俄罗斯联邦勋章或奖章，则后者具有优先权。

## 奖章制式
戰勝日本獎章採用五邊形綬帶，主體為32mm的銅製圓形獎章，兩側有着凸起的邊緣。在其正面為面朝右侧，身穿元帥禮服，佩戴元帥星證章及一級蘇沃洛夫勳章的史達林頭像。在頭像上方，圍繞著俄文「戰勝日本」（«ЗА ПОБЕДУ НАД ЯПОНИЕЙ»）。其背面的上方為一五角星，下方為分成三排的「1945年9月3日」的字樣（«3 СЕНТЯБРЯ 1945»）。战胜日本奖章与1945年5月9日苏联最高苏维埃主席团设立的1941-1945年伟大衛國戰爭戰勝德國獎章样式很相像。战胜日本奖章上的斯大林面向右侧（朝着日本的方向），而战胜德国奖章上的斯大林是面向左侧（朝着德国的方向）。

## 部分獲獎者
以下為戰勝日本獎章的部分獲獎者：
- 蘇聯元帥格奧爾基·康斯坦丁諾維奇·朱可夫
- 蘇聯元帥德米特里·費奧多羅維奇·烏斯季諾夫
- 蘇聯元帥亚历山大·米哈伊洛维奇·华西列夫斯基
- 蘇聯元帥羅季翁·雅科夫列維奇·馬利諾夫斯基
- 蘇聯元帥基里爾·阿法納西耶維奇·梅列茨科夫
- 蘇聯元帥霍夫漢內斯·巴格拉米揚
- 蘇聯海軍元帥伊萬·斯捷潘諾維奇·伊薩科夫
- 大將谢尔盖·什捷缅科大將
- 大將謝苗·巴甫洛維奇·伊萬諾夫（英语：Semion_Ivanov）大將
- 朝鮮民主主義人民共和國大元帥金日成